# 瓦布斯
瓦布斯（德語：Waabs）是德国石勒苏益格－荷尔斯泰因州的一个市镇。总面积33.27平方公里，总人口1413人，其中男性686人，女性727人（2011年12月31日），人口密度42人/平方公里。